# Corvera de Toranzo
Corvera de Toranzo ist eine Gemeinde in der spanischen Autonomen Region Kantabrien. Sie befindet sich in der Region Pas-Miera (auch Valles Pasiegos genannt) in dem Teil des Pas-Beckens, welches als Valle de Toranzo bekannt ist. Sie grenzt im Norden an die Gemeinde Puente Viesgo, im Süden an Luena, im Osten an Santiurde de Toranzo und im Westen an Arenas de Iguña, Anievas und San Felices de Buelna.

## Ortsteile
- Alceda
- Borleña
- Castillo Pedroso
- Corvera
- Esponzués
- Ontaneda
- Prases
- Quintana de Toranzo
- San Vicente de Toranzo (Gemeindesitz)
- Sel del Tojo
- Villegar

## Bevölkerungsentwicklung
| 1900 | 1910 | 1920 | 1930 | 1940 | 1950 | 1960 | 1970 | 1980 | 1990 | 2000 | 2007 | 2019 |
| ---- | ---- | ---- | ---- | ---- | ---- | ---- | ---- | ---- | ---- | ---- | ---- | ---- |
| 2884 | 2943 | 2962 | 2945 | 3013 | 3105 | 2893 | 2607 | 2508 | 2264 | 2064 | 2199 | 2039 |